# RE 엔진
RE 엔진(RE Engine)은 캡콤이 개발한 비디오 게임 엔진이다. 캡콤이 이전에 사용한 엔진 MT 프레임워크의 후신이다. 본래 《바이오하자드 7 레지던트 이블》 개발 과정에서 탄생했으며, 이후 《데빌 메이 크라이 5》와 《몬스터 헌터 라이즈》같은 자사의 게임들에 사용됐다.

## 역사
RE 엔진은 2014년 《바이오하자드 7 레지던트 이블》 개발 초기에 탄생했다. 《바이오하자드 7》의 선형적 구조에 맞춰 개발의 효율성을 향상시키기 위한 목적으로 설계됐다. 개발진이 서드파티 엔진을 이용하지 않은 것은 "다른 회사가 만든 포괄적인 엔진은 (《바이오하자드 7》에) 맞지 않다"는 이유에서였다. 이전에 사용한 엔진 MT 프레임워크는 느린 개발속도로 사용하지 않았다. 캡콤 개발제1부의 본부장 다케우치 준은 "우리가 게임 만드는 방식을 다시 생각해야했다. 전세계 표준이 되어가는 (그래픽 및 3D 모델같은) 에셋 기반 개발을 위해서 RE 엔진을 제작하기 결정했다"고 발언했다. 이름 'RE 엔진'은 'Reach for the Moon Engine'의 약자로 달에 다가가듯이 불가능한 일을 가능케 만들고자하는 의도를 담아 정했다.

## 게임
| 연도      | 제목                            | 각주        |
| --------- | ------------------------------- | ----------- |
| 2017      | 바이오하자드 7 레지던트 이블    | [ 4 ]       |
| 2019      | 바이오하자드 RE:2               | [ 5 ]       |
| 2019      | 데빌 메이 크라이 5              | [ 6 ] [ 7 ] |
| 2020      | 바이오하자드 RE:3               | [ 8 ]       |
| 2020      | 바이오하자드 레지스탕스         | [ 9 ]       |
| 2021      | 캡콤 아케이드 스타디움          | [ 10 ]      |
| 2021      | 돌아온 마계촌                   | [ 11 ]      |
| 2021      | 몬스터 헌터 라이즈              | [ 12 ]      |
| 2021      | 바이오하자드 빌리지             | [ 13 ]      |
| 2022      | 바이오하자드 리버스             | [ 14 ]      |
| 2022      | 캡콤 아케이드 2nd 스타디움      |             |
| 2023      | 바이오하자드 RE:4               | [ 15 ]      |
| 2023      | 스트리트 파이터 6               | [ 16 ]      |
| 2023      | 고스트 트릭 (리마스터)          |             |
| 2023      | 엑소프라이멀                    | [ 17 ]      |
| 2024      | 역전재판 456 오도로키 셀렉션    |             |
| 2024      | 드래곤즈 도그마 II              |             |
| 2024      | 쿠니츠가미: 패스 오브 더 가디스 |             |
| 2024      | 데드 라이징 디럭스 리마스터     |             |
| 2025      | 몬스터 헌터 와일즈              |             |
| 2025      | 귀무자 2 (리마스터)             |             |
| 출시 예정 | 프래그마타                      | [ 18 ]      |
| 출시 예정 | 바이오하자드 레퀴엠             | [ 19 ]      |
| 출시 예정 | 귀무자: 웨이 오브 더 소드       | [ 20 ]      |
| 출시 예정 | 역전재판 완전 최신작            |             |